# 60-й Вирджинский пехотный полк
60-й Вирджинский добровольческий пехотный полк (60th Virginia Volunteer Infantry Regiment) был пехотным полком, набранным в штате Виргиния для службы в армии Конфедерации во время Гражданской войны в США. Он сражался в основном в составе Северовирджинской армии.

## Формирование
60-й Вирджинский полк формировался в западных округах Вирджинии. Первыми, в июле, были набраны роты А, В, С и D. Рота Е была переведена в полк из 22-го Вирджинского полка. В августе были набраны остальные роты и полк был официально сформирован 13 августа 1861 года и включён в бригаду Генри Уайза, известную как «Легион Уайза». Командиром полка стал полковник Уильям Старк, подполковником - Джеймс Корли.
Полк имел следующий ротный состав:
- Рота А «Monroe County Invincibles &  Beirne's Sharpshooters, Monroe County Sharpshooters» (Округ Монро)
- Рота В «Greenbrier Farm Rifles» (округ Гринбриер)
- Рота С «Jackson Avengers & Dixie Rifles», (округ Файет)
- Рота D «Alleghany Rifles» (округ Эллени)
- Рота E «Bruce Rifles» (округ Гринбриер)
- Рота F «James River Riflemen & James River Rifles» (округа Фокир, Ботетур и Эллени)
- Рота G «Roane Rangers» (округ Роан)
- Рота I «Mercer Mountain Rangers» (округ Мерсер)
- Рота K «Osceola Guards» (округ Ботетур)